# Rabia Bala Hatun
Rabia Bala Hatun rozená Rabia (? - leden 1324 Söğüt) byla manželkou prvního osmanského sultána Osmana I., dcerou Sheika Edebaliho a matkou Alaeddina Pashi.